# José Manuel Uría
Uría  González est un nom espagnol. Le premier nom de famille, en général paternel, est Uría ; le second, en général maternel, souvent omis, est González.
José Manuel Uría González, aussi appelé Coque Uría (né le 1er décembre 1969 à Gijón dans les Asturies) est un coureur cycliste espagnol. Professionnel de 1992 à 2000, il a notamment été coéquipier de Roberto Heras au sein de la formation Kelme-Costa Blanca. Il s'est classé à trois reprises parmi les quinze premiers sur le Tour d'Espagne.

## Palmarès

### Palmarès amateur
- 1987
  - Vuelta al Besaya :
    - Classement général
    - 1re étape
- 1991
  - Clásica de Pascua

### Palmarès professionnel
- 1994
  - Subida al Naranco
- 1995
  - 3e de la Subida al Naranco
- 1997
  - Tour des vallées minières :
    - Classement général
    - 1re étape

  - 2e de la Clásica a los Puertos

## Résultats sur les grands tours

### Tour d'Italie
5 participations
- 1995 : abandon (16e étape)
- 1996 : 74e
- 1998 : abandon (7e étape)
- 1999 : abandon (4e étape)
- 2000 : 43e

### Tour d'Espagne
5 participations
- 1994 : abandon (18e étape)
- 1995 : 15e
- 1997 : 14e
- 1999 : 13e
- 2000 : 47e